# ロリータ (歌手)
ロリータは、ユーロビートのアーティスト名義の一つである。この名義は、以前はアナリー・エマ・ゴードン（Annerley Emma Gordon）（1967年11月12日-）が使用していた。
アナリー・エマ・ゴードンがA-Beat Cを脱退した後に歌手兼舞台女優であるエレナ・ゴッビ・フラッティーニ（Elena Gobbi Frattini(=Virginelle)）（10月11日-）が使用するようになった。

## ディスコグラフィー
- Olele Olala (1992) - Lolitaのデビュー曲
- Modern Love (1992)
- Please Me Now (1993)
- Walkie Talkie (1993)
- Pretty Woman (1994)
- Time To Dance (1994)
- Try Me (1993)
- Pizza Dance (1994)
- Move Your Body (1994) - Annerley GordonがヴォーカルとしたLolitaの曲としては、最後の曲とされる。
- Carillon (1994)
- Come On Baby (1995)
- Happy Anniversary (1995)
- Highway (1996)
- All I Want (1997)

…等